# Vestec (ort i Tjeckien, lat 50,42, long 16,02)
Vestec är en ort i Tjeckien. Den ligger i den nordöstra delen av landet, 120 km öster om huvudstaden Prag. Vestec ligger 336 meter över havet och antalet invånare är 122.
Terrängen runt Vestec är huvudsakligen platt, men västerut är den kuperad. Terrängen runt Vestec sluttar söderut.Runt Vestec är det ganska glesbefolkat, med 40 invånare per kvadratkilometer. Närmaste större samhälle är Trutnov, 17,3 km norr om Vestec. Trakten runt Vestec består till största delen av jordbruksmark.